# Cristina Rivera Garza
Cristina Rivera Garza (Matamoros, Tamaulipas, México, 1 de octubre de 1964) es una escritora mexicana. Es catedrática en el Colegio de Artes Liberales y Ciencias Sociales de la Universidad de Houston. Especialmente reconocida por Nadie me verá llorar (1999), una novela que el escritor mexicano Carlos Fuentes describió como "una de las obras de ficción más notables de la literatura no sólo mexicana, sino en castellano, de la vuelta de siglo", ha ganado diversos reconocimientos, entre ellos el Premio Anna Seghers para literatura latinoamericana, en el 2005; en dos ocasiones, el Premio Sor Juana Inés de la Cruz: en el 2001, por este libro, y en el 2009, por La muerte me da, y el Premio Roger Caillois para literatura latinoamericana, en el 2013.
En 2023 fue seleccionada como miembro de El Colegio Nacional (México). En el 2024, recibió el Premio Pulitzer en la categoría memorias/autobiografía.

## Trayectoria
Cristina Rivera Garza es una escritora mexicana que vive desde 1989 en los Estados Unidos. Es profesora distinguida en el departamento de Estudios Hispánicos de la Universidad de Houston.
Estudió sociología urbana en la ENEP Acatlán (hoy FES Acatlán) de la Universidad Nacional Autónoma de México, y obtuvo su primer doctorado, en el área de la historia de América Latina, en la Universidad de Houston. En 2012 esta misma institución le otorgó  un doctorado en Letras Humanas, con distinción honoris causa. Sus investigaciones de corte histórico sobre las definiciones populares de la locura y la historia de la psiquiatría en México a inicios del siglo XX han aparecido en las revistas Hispanic American Historical Review, Journal of the History of Medicine and Allied Sciences, entre otras, en Inglaterra, en Argentina y en los Estados Unidos. Sus textos se han publicado en antologías y diarios y revistas nacionales. Algunos de sus libros han sido traducidos al inglés, al italiano, al portugués, al alemán, al coreano, al francés y al esloveno. Publicó La mano oblicua en la sección Cultura del periódico Milenio.
En el 2014, fue colaboradora en el blog "Papeles perdidos" del suplemento cultural Babelia del diario El País. En el 2011, publicó Dolerse, en la que explicó que, ante la primera parálisis que tuvo ante el horror, optó por la palabra, pues “quiero, de hecho, dolerme”. La obra compila poemas, crónicas y ensayos personales que “forman parte de la reconfiguración de lo visible, lo decible y de un paisaje nuevo de lo posible”. En el 2015, publicó la continuación: Condolerse, 16 textos de jóvenes ensayistas, cuentistas, poetas y narradores, quienes abordan la violencia desde distintos ángulos, entre los que destacan: Verónica Gerber, Mónica Nepote, Yásnaya Aguilar, Marina Azahua, Javier Raya, Amaranta Caballero y la propia Rivera Garza, entre otros, quienes tienen en común sólo una idea: la escritura es un proceso de sutura.

## Perspectiva literaria
Para Cristina Rivera Garza, quien escribe una novela debe aventurarse en el contexto en el que se desarrolla la historia; debe conectarse con el mundo de maneras que le permitan extraer ideas y datos para centrar la obra.

La literatura es uno de los pocos espacios donde podemos explorar los límites de nuestra experiencia con el lenguaje, los cuales son los mismos de nuestra experiencia con el mundo.

Según Cristina Rivera, los lectores frecuentes son personas que no se dejan manipular o aburrir con libros, y es la razón por la que el autor debe plasmar todo de sí mismo en su obra. Intenta plasmar en sus obras la idea de jugar con el lector, de tentarlo y atraparlo con la lectura y al mismo tiempo fastidiarlo, para mantenerlo enganchado con la obra.

Quiero seguir rodeada de ese tipo de lectores que buscan libros que se la juegan, de escritores que nos portamos mal, que le entramos al toro por los cuernos.

Considera que las discusiones narrativas son muy importantes para profundizar con la obra. Para ella, la principal problemática de la mayoría de los lectores y narradores actuales es la comodidad de presentar una obra cómoda que no se preste a discusiones redundantes y en lo contrario, producen libros predecibles. “A lo mejor la falta de lectura no está relacionada con los hábitos ancestrales de los mexicanos, sino con la ausencia de libros que causen reacciones. Por eso, siempre voy a estar del lado de los libros incómodos, que no necesitan carta de buena conducta para existir.”

## Premios y distinciones

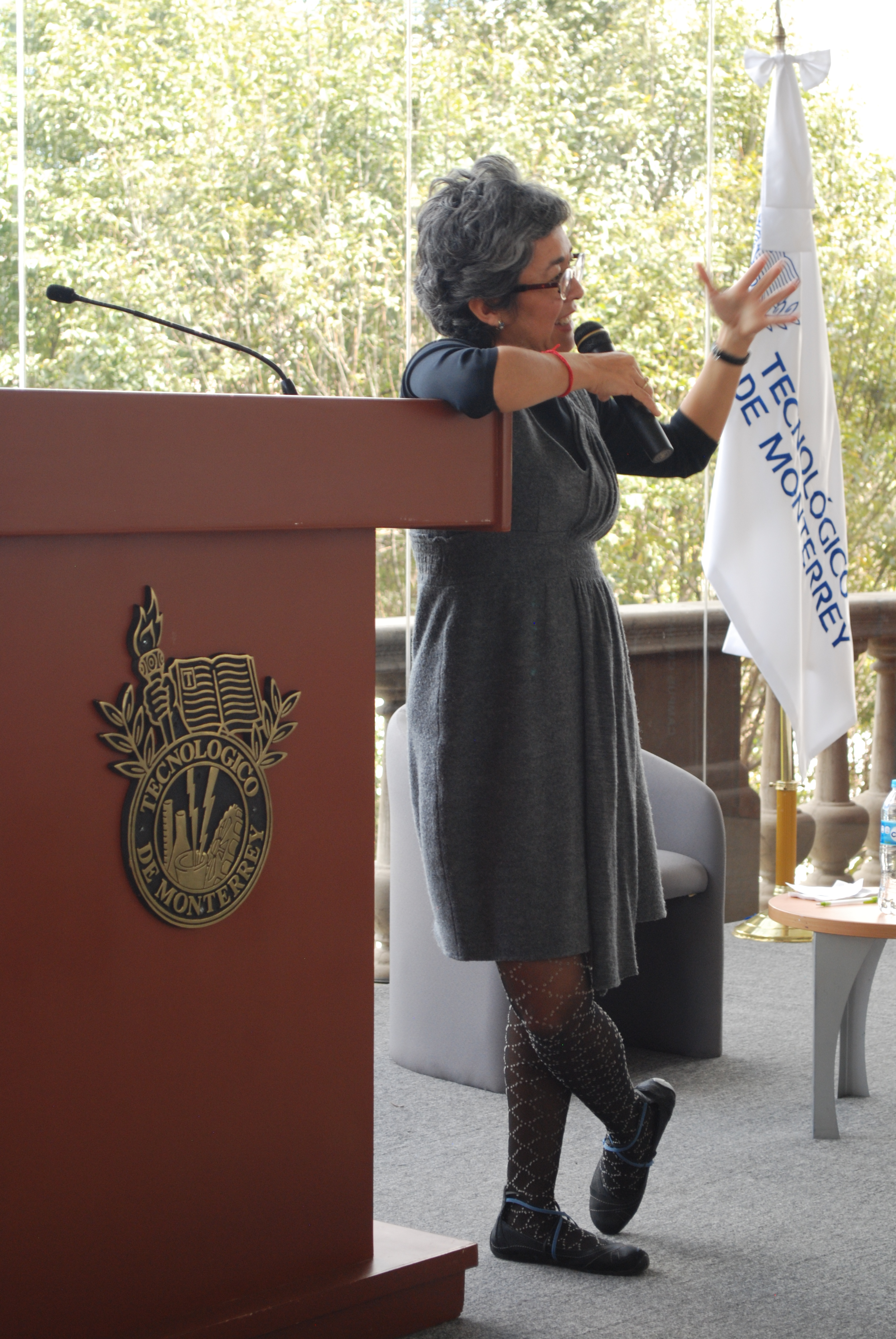
La autora presenta su libro El mal de la taiga en el Instituto Tecnológico y de Estudios Superiores de Monterrey, Campus Ciudad de México.

- Beca Salvador Novo 1984-1985, en cuento;
- Beca Fonca Jóvenes Creadores 1994-1995, en novela;
- Beca Fonca Jóvenes Creadores 1999-2000 en poesía;
- Pertenece al Sistema Nacional de Creadores Artísticos (2007).
- Apuntes, premio de poesía Punto de Partida 1984;
- La guerra no importa, Premio Nacional de Cuento San Luis Potosí 1987;
- Nadie me verá llorar, Premio Nacional de Novela José Rubén Romero, 1997; Premio Internacional IMPAC-Conarte-ITESM, 1999; Premio Sor Juana Inés de la Cruz, 2001;
- Ningún reloj cuenta esto, Premio Nacional de Cuento Juan Vicente Melo, 2001, y Premio Internacional Anna Seghers, Berlín, 2005;
- La muerte me da, Premio Sor Juana Inés de la Cruz, 2009; Premio Roger Caillois de Literatura Latinoamericana, 2013, otorgado por el Pen Club de Francia, la Maison de l’Amerique Latine en París y la Sociedad de Lectores y amigos de Roger Caillois;
- Premio Iberoamericano de Letras José Donoso, 2021.[10]
- En 2022 recibió el Premio Xavier Villaurrutia por El invencible verano de Liliana.[11]
- En 2024 recibió el Premio Pulitzer con el libro El invencible verano de Liliana.[12]
- En 2024 fue incluida en la lista 100 Women de la BBC.[13]

## Obras

### Novela
- Desconocer, finalista del Premio Juan Rulfo para primera novela, en 1994.
- Nadie me verá llorar (México/Barcelona: Tusquets, 1999), traducido al inglés, portugués e italiano, con el que obtuvo el Premio Nacional de Novela José Rubén Romero en 1997, el IMPAC-CONARTE-ITESM en 1999, y el Premio Sor Juana Inés de la Cruz, en 2001.
- Nadie me verá llorar (México: Tusquets, 2014). XV Aniversario de su publicación con un prólogo inédito.
- La cresta de Ilión (México/Barcelona: Tusquets, 2002), finalista del Premio Iberoamericano Rómulo Gallegos en 2003. Traducida al italiano como Il segreto, ed. Voland, 2010. Traducida al inglés por Sarah Booker como The Iliac Crest, ed. The Feminist Press, 2017.
- Lo anterior (México: Tusquets, 2004).
- La muerte me da (México/Barcelona: Tusquets, 2007), Premio Sor Juana Inés de la Cruz, en 2009.
- Verde Shanghai (México/Tusquets, 2011).
- El mal de la taiga (México/Tusquets, 2012).
- Autobiografía del algodón (México /Literatura Random House, 2020).
- El invencible verano de Liliana (Random House, 2021), premio Pulitzer 2024 en la categoría memorias o autobiografías.[14]
- Terrestre (Random House, 2025).

### Cuento
- La guerra no importa (Mortiz, 1991), con el que se hizo acreedora al Premio Nacional de cuento San Luis Potosí en 1987.
- Ningún reloj cuenta esto (México: Tusquets, 2002) con el que obtuvo el Premio Nacional de cuento Juan Vicente Melo en 2001.
- La frontera más distante (México/Barcelona: Tusquets, 2008).
- Allí te comerán las turicatas (México: La Caja de Cerillos Ediciones/DGP, 2013).
- Daniela Tellez y Miguel Anguel Rangel

### Poesía
- La más mía (México: Tierra Adentro, 1998).
- Los textos del yo (México: Fondo de Cultura Económica, 2005).
- Bianco, Anne-Marie, La muerte me da (Toluca: ITESM-Bonobos, 2007).
- El disco de Newton, diez ensayos sobre el color. México: Dirección de Literatura, UNAM, Bonobos, 2011.
- Viriditas, Guadalajara: Mantis/UANL, 2011.

### Ópera
- Viaje - en colaboración con Javier Torres Maldonado, obra comisionada por el Festival Internacional Cervantino.[15]

### Ensayo
- Dolerse. Textos desde un país herido. (México: Sur+, 2011).
- Rigo es amor. Una rocola a dieciséis voces (México: Tusquets/ITCA, 2013).
- Los muertos indóciles. Necroescrituras y desapropiación (México: Tusquets, 2013).
- Condolerse. Textos desde un país herido II.
- Había mucha neblina o humo o no sé qué (México: Random House, 2016).

### Coordinadora
- La novela según los novelistas (México: Fondo de Cultura Económica, 2007).
- Romper el hielo: Novísimas escrituras al pie de un volcán (Toluca: ITESM-Bonobos, 2006).
- Romper el hielo: Novísimas escrituras al pie de un volcán. El lugar (re) visitado, (México: Feria del Libro, Secretaría de Cultura, GDF, 2007).

### Historia
- La Castañeda. Narrativas dolientes desde el Manicomio General, 1910-1930. (Centenarios). (México: Tusquets, 2010)

### Traducción
- Notas sobre conceptualismos, Robert Fitterman y Vanessa Place, trad. Cristina Rivera Garza, (México, Conaculta, 2013).

### Sobre su obra
- Melodrama de la mujer caída[16]
- Ningún crítico cuenta esto… México: Nueva narrativa latinoamericana / New Latin American Narrative", (Cuaderno Internacional de Estudios Humanísticos y Literatura, 2010) Ediciones Eón, University of North Carolina at Chapel Hill y UC-Mexicanistas, 2010. 400 pp.
- Ni a tontas ni a locas: notas sobre Cristina Rivera Garza y su nuevo modo de narrar, Ruffinelli Jorge, Stanford University, pp. 965-979. www.stanford.edu/depts/span-port/cgi-fin/files
- La cresta de Ilión, de Cristina Rivera Garza: la palabra femenina en la frontera, Trevisan, Ana Lucía, Universidad Presbiteriana Mackenzie, Revista Litteris - Literatura, Julho, 2010, Núm. 5. www.revistaleteris.com.br